# NGC 71
NGC 71 (również PGC 1197 lub UGC 173) – galaktyka eliptyczna (E-S0/P), znajdująca się w gwiazdozbiorze Andromedy. Odkrył ją R.J. Mitchell – asystent Williama Parsonsa 7 października 1855 roku.
Wraz z pobliskimi galaktykami NGC 67, NGC 67A, NGC 68, NGC 69, NGC 70 i NGC 72 tworzy grupę skatalogowaną pod nazwą Arp 113 w Atlasie Osobliwych Galaktyk.
NGC 71 jest galaktyką Seyferta typu 2.